# سامسون گاسپاریان
Հաստատություն(ներ) Երևանի Կոմիտասի անվան պետական կոնսերվատորիա(⎘ )[۱]
Պաշտոն(ներ) տնօրեն
Գիտական աստիճան արվեստագիտության թեկնածու[۲]
سامسون گاسپاری گاسپاریان (ارمنی: Սամսոն Գասպարի Գասպարյան؛ زاده ۱۲ نوامبر ۱۹۰۹ - درگذشته ۱۱ ژوئیهٔ ۱۹۷۴) موسیقی‌شناسی، تاریخ‌نگار موسیقی اهل ارمنستان بود.

## زندگی‌نامه
وی در ۱۲ نوامبر ۱۹۰۹ در بایزید در به دنیا آمد و کنسرواتوار دولتی کومیتاس ایروان (۱۹۶۲) از فارغ‌التحصیل گشت. وی در کنسرواتوار دولتی کومیتاس ایروان فعالیت می‌کرد. وی همچنین برنده جوایزی همچون چهره هنری شایسته ارمنستان شوروی شد. وی در ۱۱ ژوئیهٔ ۱۹۷۴ در سن ۶۴ سالگی در ایروان درگذشت و در آرامستان مرکزی ایروان (توخماخ) به خاک سپرده شد.

## نگارخانه

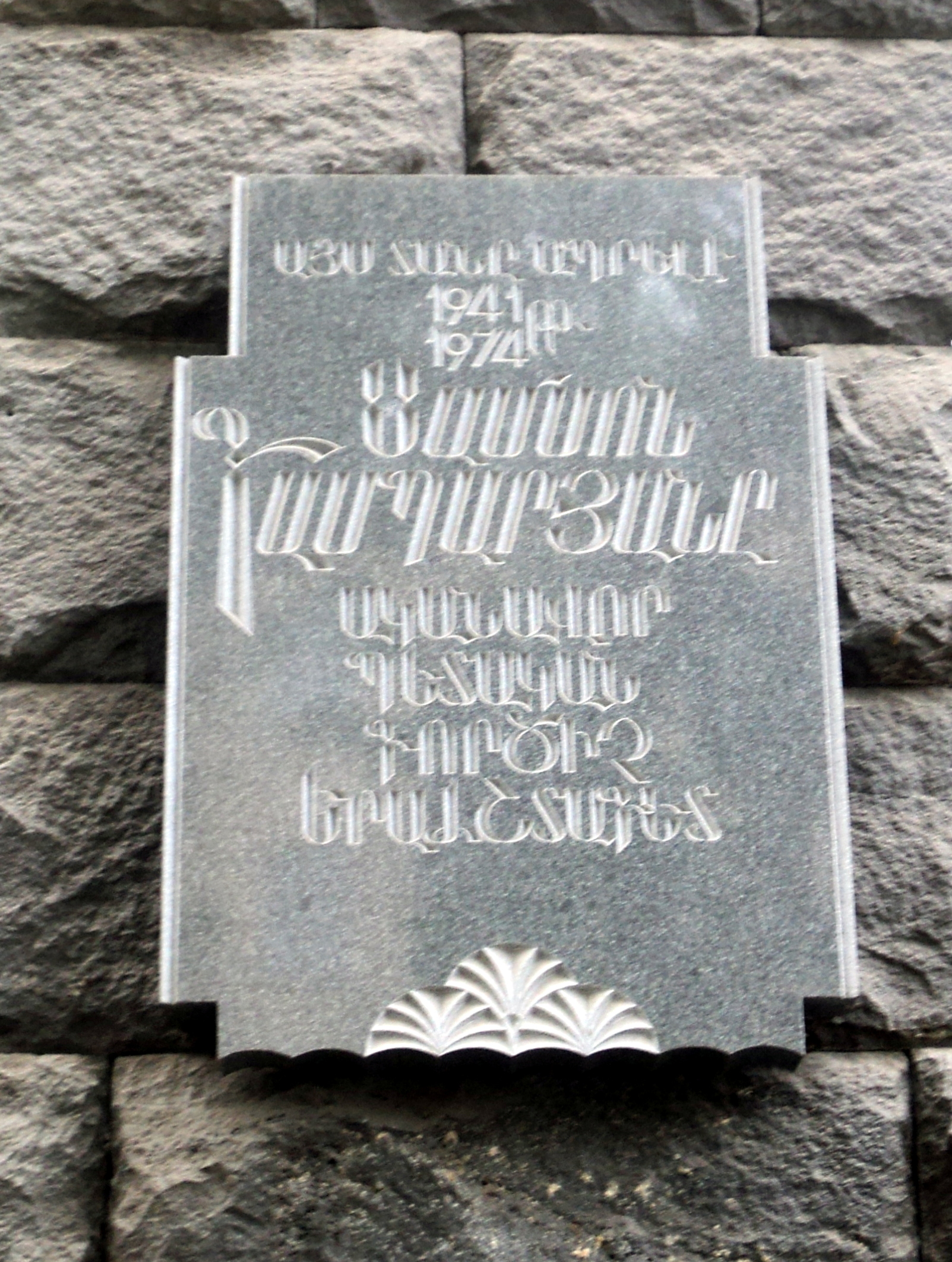
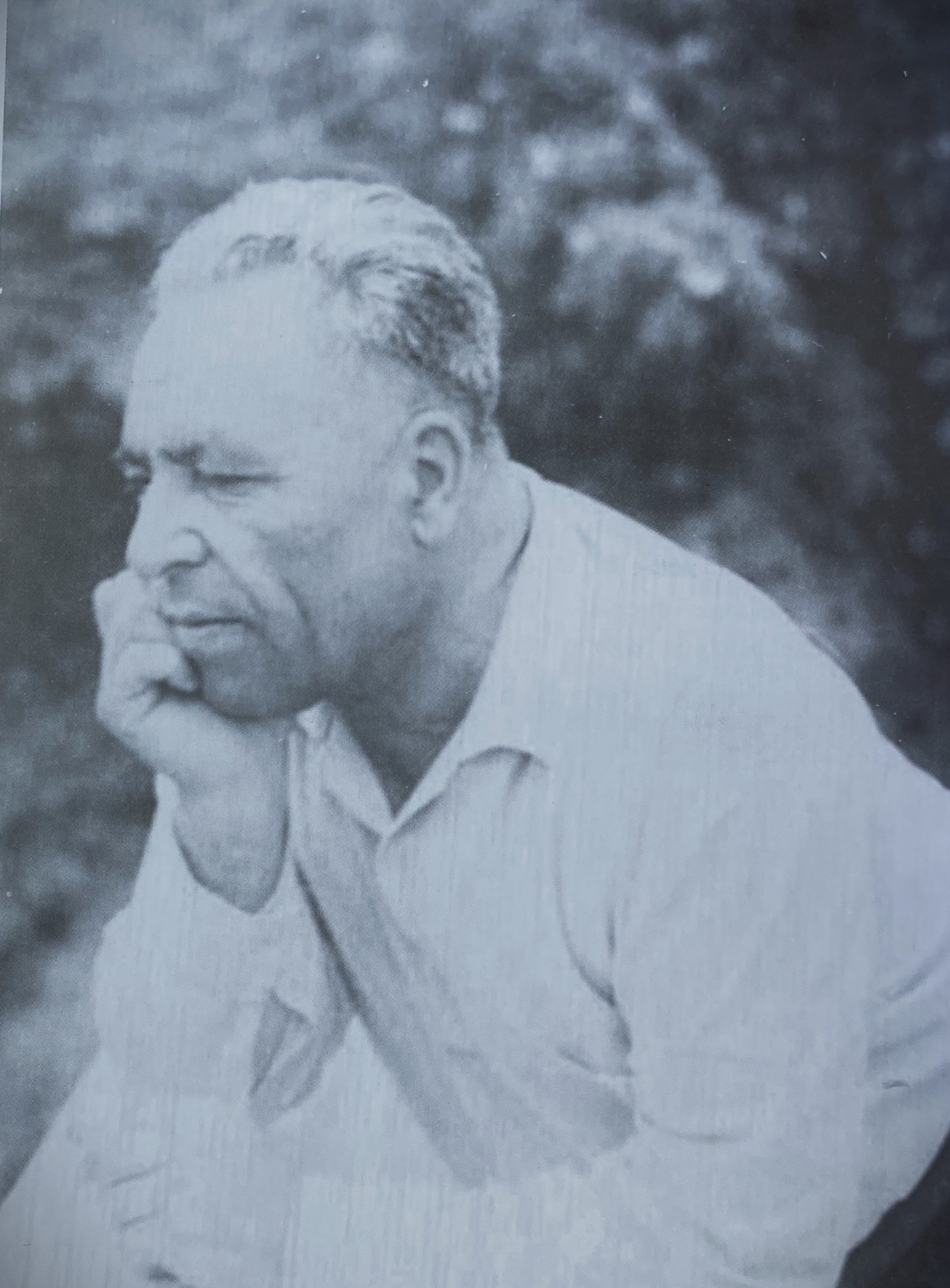